# دميترو رومانينكو
دميترو رومانينكو (بالأوكرانية: Романенко Дмитро Іванович)‏ هو لاعب كرة قدم أوكراني في مركز الدفاع، ولد في 1 مايو 1980 في تشرنيغوف في أوكرانيا. لعب مع ديسنا تشرنيغوف.

## وصلات خارجية
- دميترو رومانينكو على موقع اتحاد أوكرانيا (الإنجليزية)